# Clube Atlético Tricordiano
Clube Atlético Tricordiano é um clube brasileiro de futebol fundado em 13 de agosto de 2007 e sediado na cidade de Três Corações, no sul de Minas Gerais.
Em 2017 o clube foi rebaixado para o Módulo II do Campeonato Mineiro. Com o fim do Módulo II, o Tricordiano voltou a Três Corações e deixou várias dívidas no comércio de São Gonçalo do Rio Abaixo.
Em 2019 o clube informou, por meio de nota oficial, que não iria disputar o Módulo II do Campeonato Mineiro de 2019. A Federação Mineira de Futebol puniu o Tricordiano com uma multa de R$100.000.000 , com isso foi rebaixado a Segunda Divisão do Campeonato Mineiro e foi suspenso de participar de qualquer competição estadual em um prazo de 2 anos.